# 隆广镇
隆广镇，是中华人民共和国海南省陵水黎族自治县下辖的一个乡镇级行政单位。

## 行政区划
隆广镇下辖以下地区：
广新村、万岭村、广坡村、石关村、新光村、红旗村、五一村、万星村和丹录村。